# Richard Edon
Richard Alexander Edon (geboren als Richard Deutsch 27. Dezember 1876 in Wien, Österreich-Ungarn; gestorben 10. April 1960 in Wien) war ein österreichischer Schriftsteller.

## Leben
Richard Deutsch änderte seinen Namen 1906 in Richard Alexander Ödon, er hieß auch Edon und er verwendete auch das Pseudonym Ludwig Ulrich Eger.
Richard Deutsch war Sohn des Händlers Jakob Deutsch und der Malvine Steiner. Er trat 1903 aus der Israelitischen Kultusgemeinde aus, heiratete 1914 Hedwig Schmidt, ließ sich 1915 evangelisch taufen und heiratete 1936 in zweiter Ehe Anna Hettwer, wozu er zur katholischen Kirche konvertierte. Edon überlebte die Judenverfolgung in der Zeit des Nationalsozialismus in Wien.
Edon arbeitete als Journalist und verfasste mehrere Romane und Dramen. Er hatte 1924 eine Nebenrolle im Stummfilm  Ssanin.

## Werke (Auswahl)
- Weib als König. 1896
- Der Kampf um’s Licht. Drama. Berlin, 1901
- Der Christus von Wien. Roman in drei Büchern. Leipzig : Anzengruber-Verlag Brüder Suschitzky, 1903
- Seine Majestät, das Volk!. Tragikomödie. Leipzig : Strauch, 1903
- Aus der Tiefe. Tragödie. Bühnenmanuskript. Wien, 1909
- Der steinerne Tod. Drama aus der Landsknechtszeit. Bühnenmanuskript. Wien, 1910
- Der Tanz um das Weib. Tragödie. Leipzig : Merseburger, 1911
- Der Schatten Napoleons. Tragödie. Wien : Knepler, 1914
- Die 10 Gebote der Russen. Wien : Anzengruber-Verlag, 1915
- Die Jagd nach dem Pech. Berlin : Borngräber, 1919
- Der Anti-Christ. Die Tragödie der Päpstin Johanna. Berlin-Schöneberg : Jacobsthal, 1920
- Die letzten Juden. Roman. Berlin : Herz, 1920
- Die Einstein-Sonate. Ein Relativitätsroman. Wien : Leonhardt-Verlag, 1922
- Mephisto. Drama. Wien : A. C. Bard, 1923
- Cocain. Roman. Wien : O. Clauß, 1923
- Rausch. Roman der Gegenwart. Wien : Renaissance, 1924
- Se. Hochwürden, der Jude. Roman zweier Rassen. Wien : M. Salzer, 1926
- Lucia. Wien : M. Salzer, 1927
- Sabina. Drehbuch